# Wonder (canção)
"Wonder" é uma canção do cantor canadense Shawn Mendes, gravada para seu quarto álbum de estúdio Wonder (2020). A faixa foi escrita e produzida por Shawn Mendes, Scott Harris, Nate Mercereau e Kid Harpoon. Foi lançada pela Island Records como primeiro single do álbum em 2 de outubro de 2020.

## Antecedentes e lançamento
Em agosto de 2020, Mendes tatuou a palavra "Wonder" em seu braço direito, que mais tarde se tornaria o título do próximo álbum de estúdio e seu primeiro single. No dia 30 de setembro de 2020, o cantor recorreu às suas redes sociais para se antecipar ao projeto com a legenda "WHAT IS #WONDER" (o que é #Wonder). Mais tarde, ele postou uma nota escrita à mão nas redes sociais e confirmou que o single, assim como o videoclipe que acompanha, seria lançado em 2 de outubro.

## Históricos de lançamentos
| País           | Data                 | Formato(s)                           | Gravadora        | Ref.  |
| -------------- | -------------------- | ------------------------------------ | ---------------- | ----- |
| Vários         | 2 de outubro de 2020 | CD single Download digital streaming | Island           |       |
| Austrália      | 2 de outubro de 2020 | Rádios mainstream                    | Island Universal | [ 4 ] |
| Reino Unido    | 2 de outubro de 2020 | Rádios mainstream                    | Island           | [ 5 ] |
| Itália         | 2 de outubro de 2020 | Rádios mainstream                    | Universal        | [ 6 ] |
| Estados Unidos | 5 de outubro de 2020 |                                      | Island Republic  | [ 7 ] |
| Estados Unidos | 6 de outubro de 2020 | Rádios mainstream                    | Island Republic  | [ 8 ] |